# Any Way the Wind Blows
Pour plus de détails, voir Fiche technique et Distribution.
Any Way the Wind Blows est un film belge réalisé par Tom Barman, sorti en 2003.

## Fiche technique
- Réalisation : Tom Barman
- Image : Renaat Lambeets
- Montage : Els Voorspoels

## Récompenses
- 2003 : Joseph Plateau Awards, Meilleure actrice : Natali Broods, Meilleur compositeur : Tom Barman